# Gare d'Alexandrie-Misr
La gare d'Alexandrie-Misr est une gare ferroviaire égyptienne, située à proximité du centre de la ville d'Alexandrie. C'est la principale gare de la ville.
C'est une gare de l'Egyptian National Railways (en) notamment desservie par des trains de la relation Alexandrie - Le Caire.

## Situation ferroviaire
Établie à 14 mètres d'altitude, la gare d'Alexandrie-Misr est une gare terminus, notamment de la ligne d'Alexandrie au Caire.

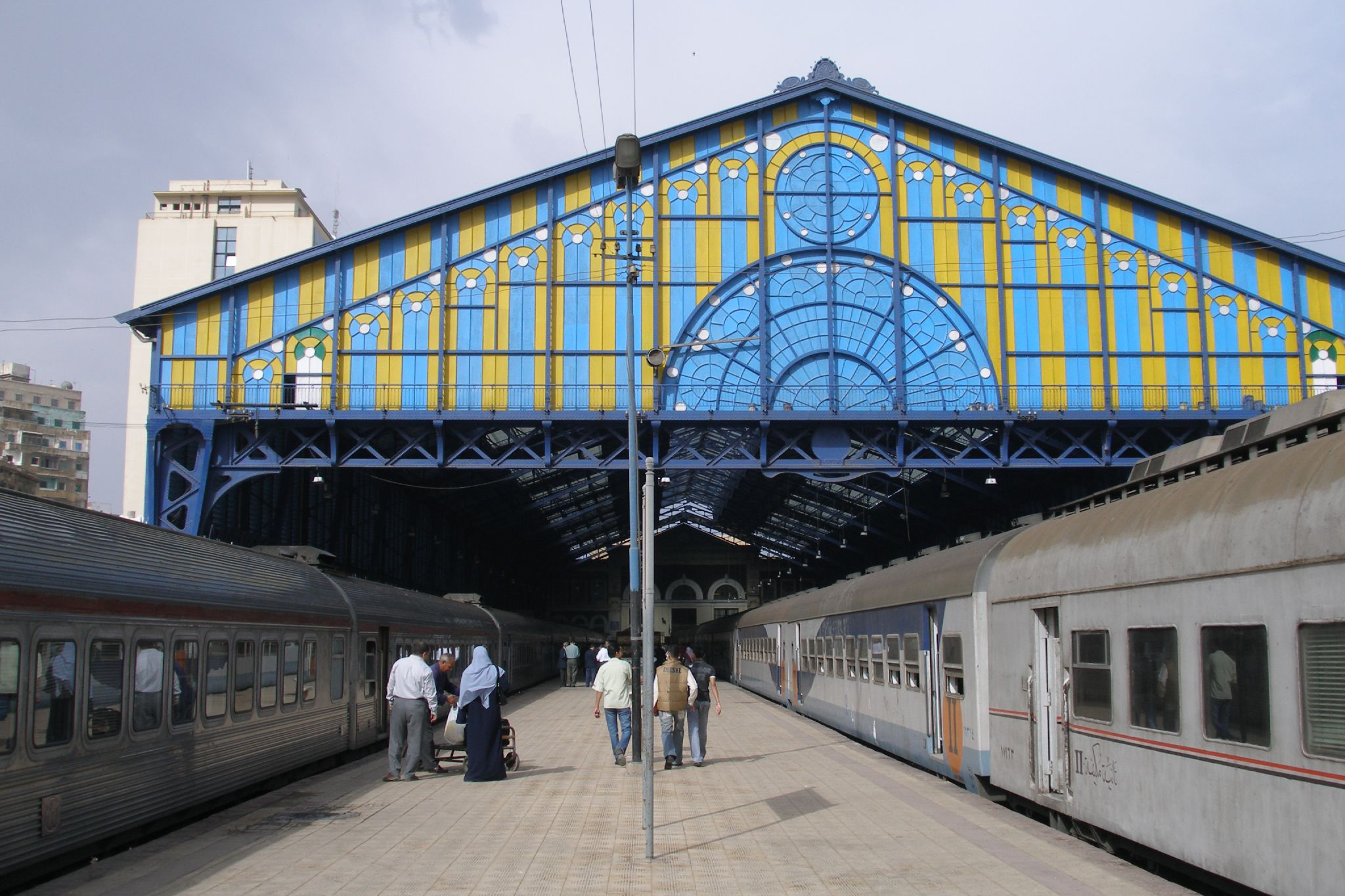
Vue de la marquise de la gare

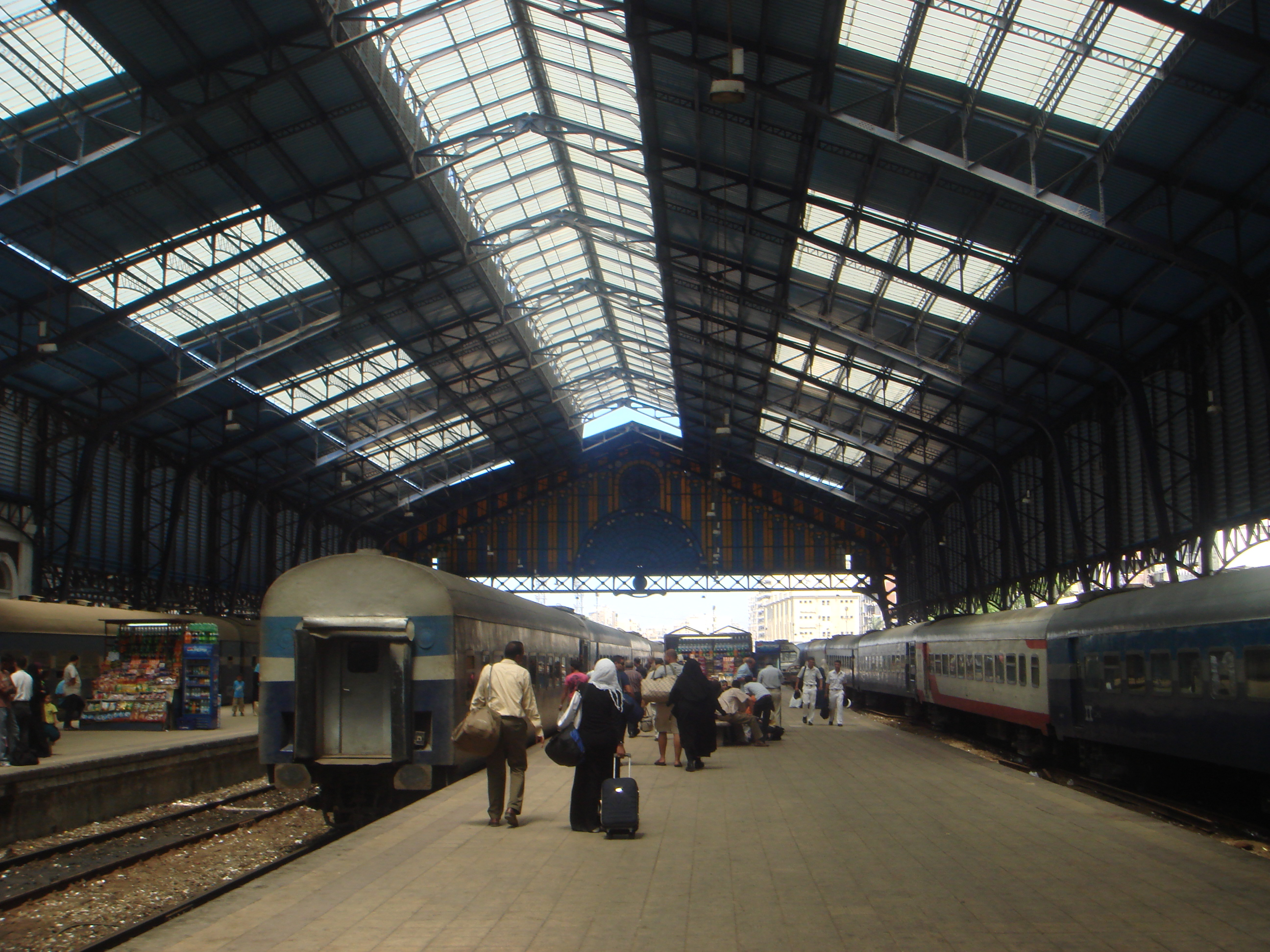
Quais et voies sous la marquise à l'ntérieur de la gare